# 코믹마켓
코믹마켓(일본어: コミックマーケット, 영어: Comic Market), 일명 코미케(コミケ) 또는 코미켓(コミケット)은 일본 도쿄도 아리아케에서 매년 두 번 개최되는 세계 최대의 동인지 즉매회이자, 세계 최대 규모의 만화·애니메이션 행사 중 하나이다. 1975년 12월 21일 32개 참가 서클과 600여 명의 참가자들로 시작되어, 이후 참가자들이 50만 명 이상으로 증가했다.

## 개요

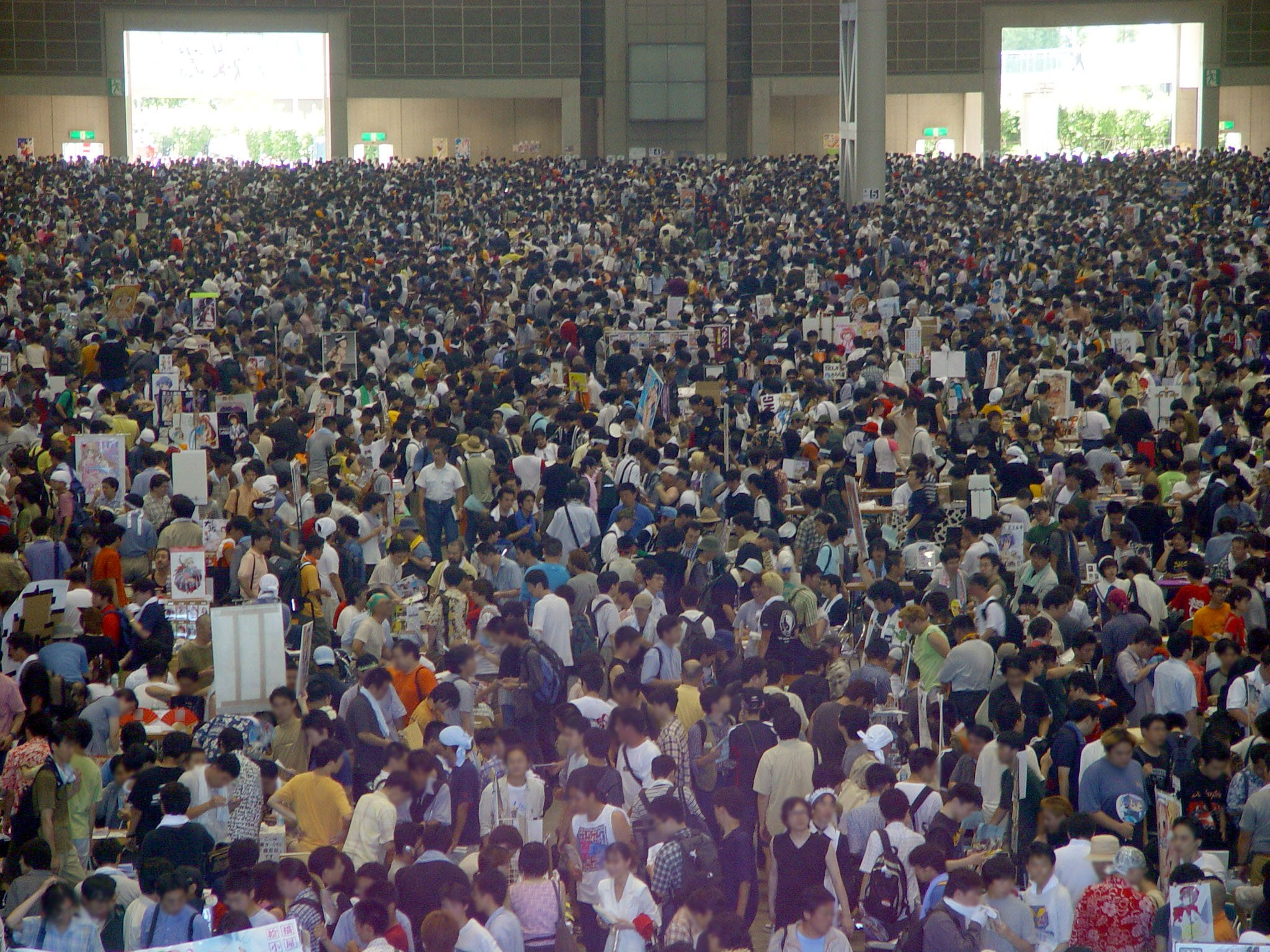
2002년 8월 C62 개최 당시 모습

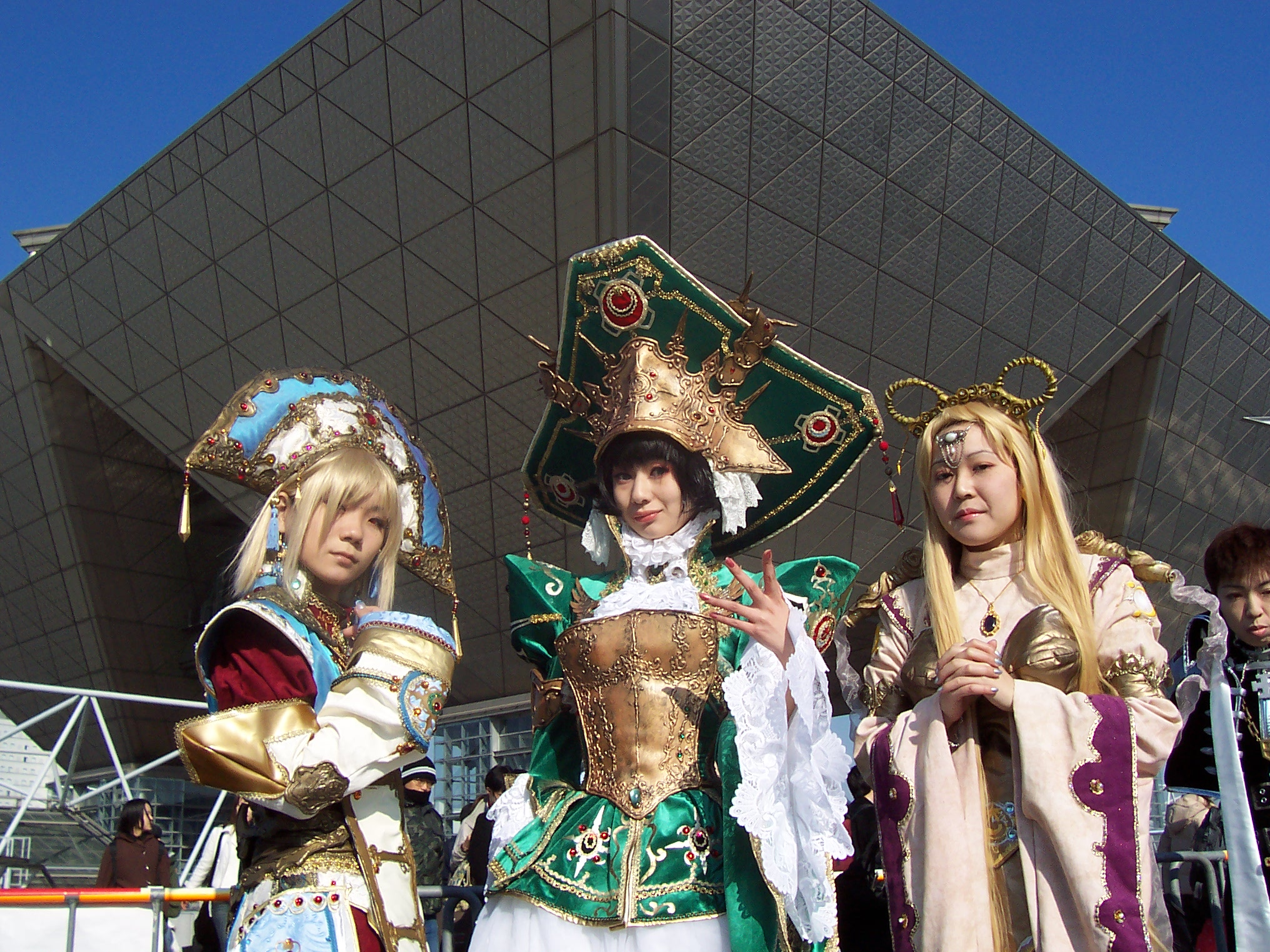
2005년 12월 C69에서의 코스프레 참가자

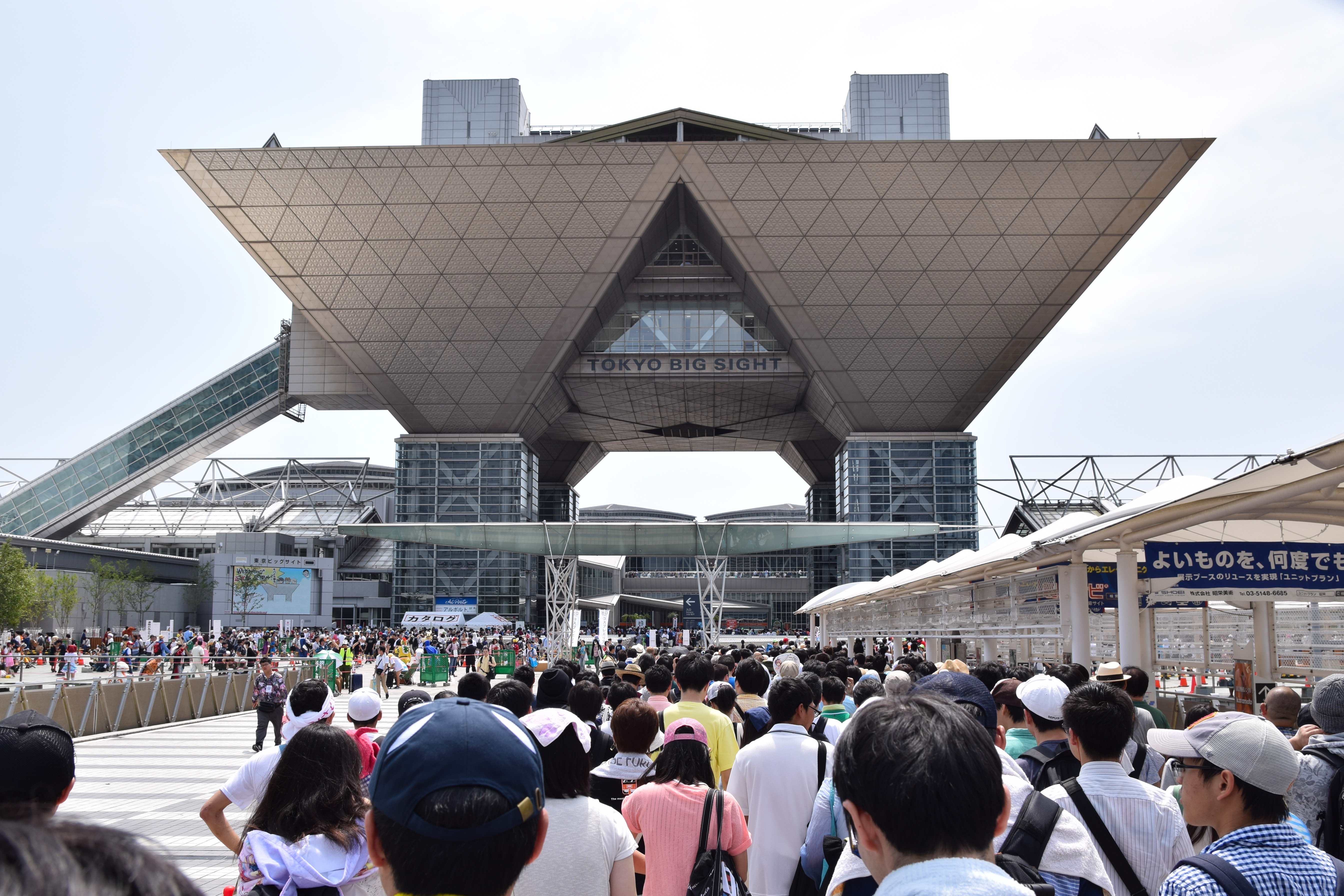
2016년 8월 C90에서의 참가자 대기열

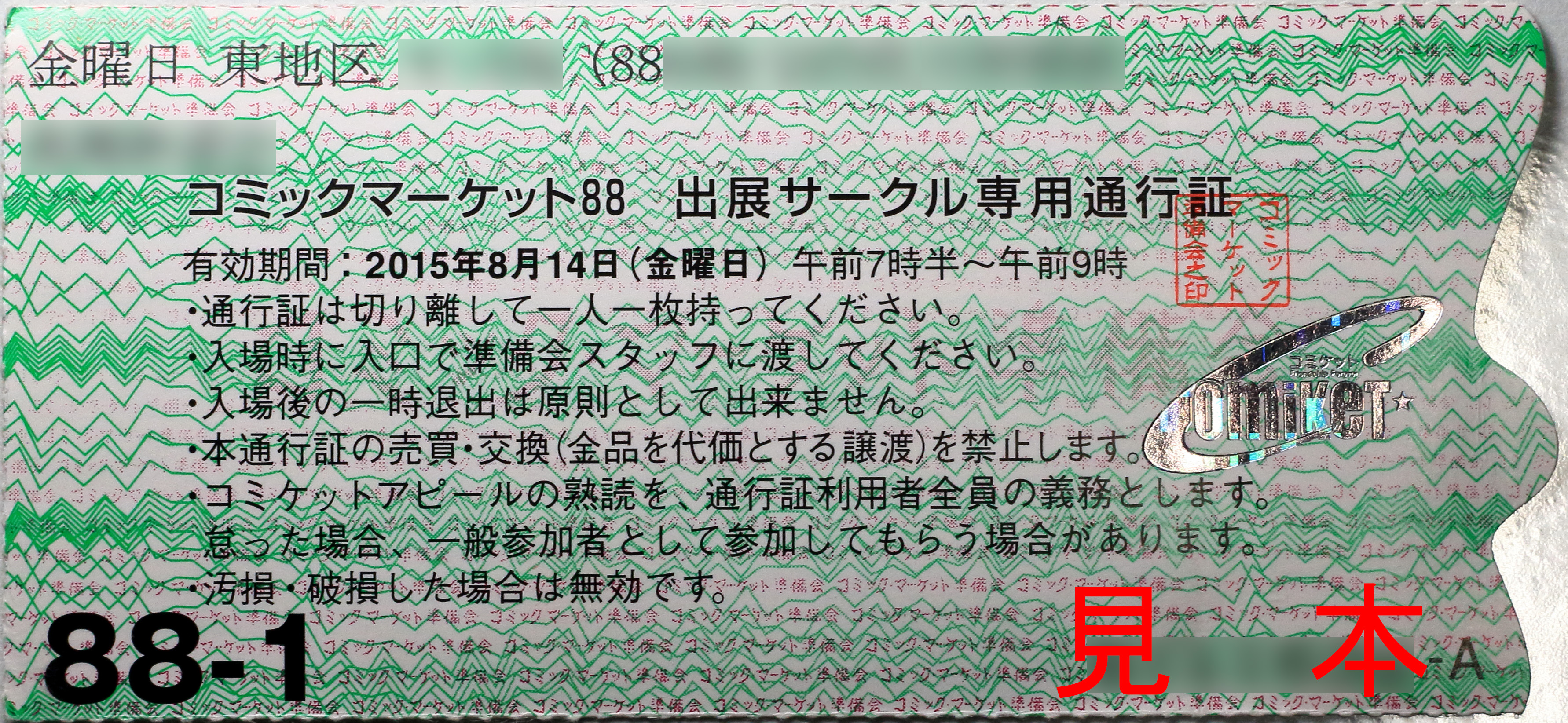
코미켓 88의 서클 티켓. 이 티켓은 위조 방지를 위해 홀로그래피를 사용하며, 스캘핑 방지를 위해 전시자의 개인 정보(해당 이미지 민감한 정보 가림처리)를 포함한다.

코믹마켓은 1975년 요네자와 요시히로(米澤嘉博)가 메이지 대학 재학 중 친구들과 함께 만들었다. 그들은 COM 폐간 이후 상업적 수요가 만화계의 주류가 된 상황에서, 만화와 그 잠재력을 탐구해 보기를 원했다. 코믹마켓이 일본SF대회(日本SF大会)의 연장선상에 있다고 보기도 한다. 코믹마켓의 운영은 코믹마켓 준비회(コミックマーケット準備会)에서 담당하고 있다.
다른 동인행사와 구별되는 코믹마켓 최대의 특징은 장르의 폭이 넓다는 데에 있다. 일반적인 만화와 애니메이션의 동인지는 물론, 아이돌 그룹이나 고스로리, 코스튬, 자작 액세서리 등을 포함한 대부분의 오타쿠 매체에 폭넓게 반응하고 있다. 단 피규어는 등장하지 않는 편이 많다.
코믹마켓에서 판매되는 상품들은 재발매되지 않아 매우 희귀하기 때문에, 코믹마켓에서 찾을 수 있는 몇몇 상품들은 상점이나 인터넷에서 원가의 10배, 심지어 100배 이상의 가격으로 거래되기도 한다. 행사 종료 후 행사에서 판매된 일부 유명 서클의 물품을 일본 야후! 옥션 등에 올리면 수 배 이상의 프리미엄이 붙어 팔리기도 한다. 코믹마켓 행사장에서 팔 수 있는 동인지의 수는 물리적인 한계가 있지만, 동인지를 요구하는 고객의 수가 그 판매량을 뛰어넘기 때문에, 이런 프리미엄을 노려 특정 인기 상품을 대량 구매해, 행사 종료 후 가게에서 판매하는 경우 및 그런 동인 물품을 전문으로 하는 가게인 전매 숍이 등장하기도 한다. 1인당 판매량을 일정 수 이하로 규제하는 방법으로 전매 숍에 대한 대응이 이루어지고 있다.

## 개최 일정 및 장소
제1회 코믹마켓을 제외한 이후의 코믹마켓은 제xx회 코믹마켓이라고 부르지 않고, 각각 코믹마켓 xx라고 부르며 이것을 더욱 축약해 Cxx라고 부른다.
매년 나츠코미(일본어: 夏コミ), 후유코미(일본어: 冬コミ)로 나뉘어, 각각 여름인 8월과 겨울인 12월에 개최된다. 나츠코미는 3일 기간으로, 보통 8월 15일 전후의 주말에 개최된다. 후유코미는 2, 3일 정도의 기간으로, 보통 12월 28일에서 31일 사이에 개최된다. 주요 행사는 오전 10시부터 오후 4시까지 이루어지며, 기업 부스는 오후 5시까지 운영된다. 개최 마지막 날에는 1시간 일찍 폐장하여 각각 오후 3시와 4시까지로 앞당겨진다. 행사의 규모로 인해, 코믹마켓 공식 웹사이트에서는 참가자들에게 줄에 서 있는 것을 피하려면 오후에 입장할 것을 권고하고 있다. 첫차로 도착한 참가자들은 10시 또는 10시 반에 입장할 때까지 5시간여를 기다려야 한다. 오전 10시에 맞추어 도착한 이들은 입장까지 1시간여를 줄을 서서 기다려야 한다.
현재 코믹마켓의 개최 장소는 도쿄도 고토구 오다이바의 아리아케에 있는 컨벤션 센터인 도쿄 빅 사이트이다.

## 참가자
코믹마켓에서는 판매자와 구매자의 구분이 없이 모두 참가자라고 부른다. 참가자들은 모두 대등하기에 "손님"은 존재하지 않는다는 이념으로부터의 명칭이다.
1982년에는 코믹마켓의 참가자들이 1만 명을 넘지 않았다. 하지만, 1989년에는 10만 명 이상이 참가했다. 2004년 8월의 C66에서는 최초로 참가자들이 50만 명을 넘었다. 2007년의 C72 이후, 참가자들은 나츠코미의 56만 명, 후유코미의 50만 명 선을 유지하고 있다. 판매를 하지 않는 일반 참가자들은 등록 절차가 없기 때문에, 인원은 행사 당일 도쿄 빅 사이트에 입장한 인원을 어림한 것이다. 많은 참가자들이 하루 동안 참가하지만, 개최 기간 동안 한 번이나 두 번 재입장하는 참가자들도 있다. 한 장소에 극도로 많은 인원이 몰리기 때문에, 여러 통신 회사들이 안테나 시설이 폭주할 것을 대비해 임시 안테나를 설치한다. 인근 호텔, 철도, 버스 회사들도 많은 인원을 수용하기 위해 협조하고 있다.
코믹마켓의 공식 조사에 의하면, 연령별로는 고교생에서 30대 정도가 가장 많고, 보호자를 동반한 미취학 아동부터 70대의 노년층도 참가하고 있다. 서클 참가자는 제1회 코믹마켓부터 지금까지 여성 참가자 쪽이 많았다. 예를 들어, C84에서는 서클 참가자들 중 여성이 57%, 남성이 43%를 점했다. 여성 참가자의 우위가 뒤집어진 적은 없었으나, 최근에는 그 비율이 변하고 있다. 일반 참가자들은 남성의 비율이 높다. C66에서 규슈 대학 조교수 스기야마 아카시(杉山あかし) 주도의 코믹마켓 문화 연구회와 코믹마켓 준비회가 공동으로 조사한 내용에서는 남성이 약간 많을지도 모른다는 결과를 얻었다. C78에서는 일반 참가자들 중 남성이 64.4%, 여성이 35.6%를 점했다. 성별의 비율은 년도에 따라 변화가 크다.
C50부터 개최 장소를 도쿄 빅 사이트로 옮긴 이후 외국인, 특히 중국, 대만, 한국, 프랑스 등 비영어권 참가자가 늘어나, 일부 서클은 줄을 세울 만큼 많은 참가자를 모으기도 한다.

### 구분
- 서클 참가자

동인 서클로 참가해, 코믹마켓에서 당첨된 부스에서 동인지의 판매를 실시하는 사람들이다. 오오테(大手, 큰손)는 동인 행사장에서도 특별히 규모가 큰 서클을 말한다. 예를 들어 미츠미 미사토의 Cut a Dash!! 등이 있으며, 하루에 2만 권 정도의 동인지를 판매한다. 그 규모가 일으키는 사고가 종종 있다. 행사장 자체는 작지 않지만, 각 동인 부스에 할당된 공간은 크지 않고, 유명 부스의 경우에는 상품을 사기 위해 줄을 세우는 경우가 있다. 또한 이 행이 길어지는 것을 막기 위해, 묶음을 나눠 세우는 경우도 있다.
- 기업 참가자

코믹마켓 기업 스페이스에 참가하는 법인 및 각종 단체를 지칭하며, 출판사와 방송국 등 영리 목적 취재자도 여기에 포함된다.
- 스태프 참가자

코믹마켓 준비회의 스태프로 참가하여 각종 작업을 하는 참가자. 무상의 자원봉사이지만, 도시락 등 음식물과 카탈로그, 서클 참가 신청서는 지급된다. 일반적인 서클 참가 신청서 봉투는 엷은 빨강이지만, 스태프 참가자용은 하늘색으로 구분되어 있다. 스태프 참가에는 도쿄에서 열리는 사전의 '확대 준비 집회'에 여러 번 참가해야 하며, 개최시에는 설치부터 철수까지 종일 참가가 원칙이다.
- 일반 참가자

위의 어디에도 해당하지 않는 사람들. 사전 등록이나 입장료등은 없다. 주로 구매자가 되는 경우가 많다.
위의 공식적인 참가자 외에, 아래와 같은 구분이 있다;
- 위탁 참가자

서클 추첨에 떨어지거나, 혹은 너무 멀어서, 다른 사람의 부스에서 자신의 동인 물품을 파는 사람. 일반 참가자로 행사를 즐기는 경우도 있고, 아예 행사장에 오지 않는 경우도 있다.
- 코스프레 참가자

일반 참가자와 달리, 등록이 필요한, 코스튬 플레이의 참가자. 서클 참가자, 일반 참가자 양쪽을 포함한다. 기업쪽의 도우미들이 코스프레를 하는 경우도 있지만 코스프레 참가자로 부르지는 않는다.
서클 참가 및 스태프 참가의 경우, 만 15세 미만은 허가되지 않는다.

### 판매되는 동인지
| 기술적 문제로 인해 그래프를 일시적으로 사용할 수 없습니다. 파브리케이터 와 미디어위키 위키 에 더 자세한 정보가 있습니다. | |
| 동인지의 원작에 따른 참가 서클의 수. 동인지의 원작은 범례 위에서부터 페이트 시리즈, 아이돌마스터 시리즈, 함대 컬렉션, 쿠로코의 농구, TIGER & BUNNY, 동방 프로젝트, 러브 라이브!, 도검난무, 유리!!! on ICE, 버추얼 유튜버. 코믹마켓 84(2013년 8월)부터 코믹마켓 97(2019년 12월)까지 조사됨. | |
| | 기술적 문제로 인해 그래프를 일시적으로 사용할 수 없습니다. 파브리케이터와 미디어위키 위키에 더 자세한 정보가 있습니다. |

## 카탈로그
코믹마켓은 도쿄 빅 사이트 동관과 서관 전체를 사용하는 대규모 행사로, 행사장에서 원하는 서클 참가자를 바로 찾아내는 것은 어렵기 때문에 서클 판매 등의 행사 정보가 담긴 카탈로그가 판매된다. 대략 행사 1개월 전부터 판매되며, 만여개 서클 참가자를 다루고 있어 두께는 수 센티미터, 무게는 수 킬로그램, 페이지는 수천장에 이르는 전화번호부 크기의 책이 된다. 참가 서클 목록, 행사장 지도, 행사장에 오는 방법, 행사 규정, 참가자들을 대상으로 한 설문 조사, 동인지 관련 정보 등이 수록되어 있다.
C56부터 CD-ROM 형식의 카탈로그도 판매되기 시작하였으며, 검색 기능이나 이전에 CSV형식 파일로 저장했던 체크 데이터에서 서클이나 작가의 부스를 검색하는 기능 등이 제공된다. 책자판 발매 후 약 일주일 뒤 발매된다. 온라인 카탈로그도 서비스되고 있다.
카탈로그는 일본어로만 발매되며, 내부에는 4쪽 분량의 영어, 중국어, 한국어 안내문도 수록되어 있다. 해당 안내문은 코믹마켓 공식 웹사이트에서도 구할 수 있다.
카탈로그 구매가 필수 조건은 아니지만, 안내 없이는 길을 찾기가 매우 어렵고, 행사 안내도 제시되어 있어 주최측에서는 꼭 읽어두기를 권장하고 있다. 코믹마켓 공식 웹사이트에는 카탈로그 구매 가능 지점 목록이 올라와 있다. 업체에 따라 해외에서의 구매도 가능하다. 행사장 및 그 인근에서 천막을 치고 카탈로그를 판매하기도 한다.

## 같이 보기
- 코믹월드
- 아니메 엑스포
- 재팬 엑스포
- 코미푸로